# گری دابرمن
گری دابرمن (انگلیسی: Gary Dauberman) فیلمنامه‌نویس و کارگردان آمریکایی است. او برای نوشتن فیلم‌های ترسناک دنیای سینمایی احضار از جمله آنابل (۲۰۱۴)، آنابل: آفرینش (۲۰۱۷)، راهبه (۲۰۱۸) و آنابل به خانه می‌آید (۲۰۱۹) شناخته شده‌است. او اولین کارگردانی خود را با فیلم دوم انجام داد. دابرمن همچنین در نویسندگی فیلم ترسناک فراطبیعی آن (۲۰۱۷) همکاری کرد و به تنهایی قسمت بعدی آن را آن: بخش دوم (۲۰۱۹) نوشت که بر اساس رمانی به همین نام ساخته شده‌است.

## زندگی شخصی
دابرمن در گلن میلز، پنسیلوانیا بزرگ شد و در سال ۱۹۹۵ از دبیرستان پنکرست فارغ‌التحصیل شد. او به مدت دو سال در کالج اجتماعی شهرستان دلاور شرکت کرد، جایی که در رشته ارتباطات تحصیل کرد، او بعداً در دانشگاه تمپل درس خواند، جایی که در سال ۲۰۰۱ در رشته فیلم و مطالعات رسانه فارغ‌التحصیل شد.

## فیلم‌شناسی

### فیلم
| سال  | عنوان                 | به عنوان | به عنوان | به عنوان         | یادداشت‌ها                                      |
| سال  | عنوان                 | کارگردان | نویسنده  | تهیه‌کنندهٔ اجرایی | یادداشت‌ها                                      |
| ---- | --------------------- | -------- | -------- | ---------------- | ---------------------------------------------- |
| ۲۰۰۷ | میمون خونخوار         | نه       | آری      | نه               | فیلم ویدئویی؛ نوشته شده با جرج لاوو            |
| ۲۰۱۴ | آنابل                 | نه       | آری      | نه               |                                                |
| ۲۰۱۶ | در داخل               | نه       | آری      | نه               |                                                |
| ۲۰۱۶ | گرگ‌ها پشت در          | نه       | آری      | نه               |                                                |
| ۲۰۱۷ | آنابل: آفرینش         | نه       | آری      | نه               |                                                |
| ۲۰۱۷ | آن                    | نه       | آری      | نه               | فیلمنامه‌نویس مشترک با چیس پالمر و کری فوکوناگا |
| ۲۰۱۸ | راهبه                 | نه       | آری      | آری              | با نویسندگی مشترک با جیمز وان                  |
| ۲۰۱۹ | آنابل به خانه می‌آید   | آری      | آری      | نه               | اولین کارگردانی؛ با نویسندگی مشترک با جیمز وان |
| ۲۰۱۹ | آن: بخش دوم           | نه       | آری      | آری              |                                                |
| ۲۰۲۲ | سیلمز لات             | آری      | آری      | آری              | [ ۵ ]                                          |
| ۲۰۲۳ | آخرین قطار به نیویورک | نه       | آری      | نه               | [ ۶ ]                                          |

تهیه‌کننده
- نفرین لیورونا (۲۰۱۹)

### تلویزیون
| سال  | عنوان         | به عنوان | به عنوان         | یادداشت‌ها                                    |
| سال  | عنوان         | نویسنده  | تهیه‌کنندهٔ اجرایی | یادداشت‌ها                                    |
| ---- | ------------- | -------- | ---------------- | -------------------------------------------- |
| ۲۰۰۷ | در تار عنکبوت | آری      | نه               | فیلم تلویزیونی                               |
| ۲۰۰۸ | شیطان مرداب   | آری      | نه               | فیلم تلویزیونی؛ با نویسندگی مشترک اتلی آن ور |
| ۲۰۱۹ | سوامپ تینگ    | آری      | آری              | با نویسندگی مشترک مارک ورهیدن                |